# Kevin Peeters
Kevin Peeters (Lier, 5 februari 1987) is een Belgische voormalig wielrenner, die uitkwam voor Vastgoedservice Golden Palace.

## Overwinningen
2012
GP Zele
2014
Grand Prix Criquielion
2015
Trofee Maarten Wynants

## Resultaten in voornaamste wedstrijden
| Jaar | Ronde van Italië | Ronde van Frankrijk | Ronde van Spanje |
| ---- | ---------------- | ------------------- | ---------------- |
| 2006 |                  |                     |                  |
| 2009 |                  |                     |                  |
| 2010 |                  |                     |                  |
| 2011 |                  |                     |                  |
| 2012 |                  |                     |                  |
| 2013 |                  |                     |                  |

| Jaar | Gent-Wevelgem |
| ---- | ------------- |
| 2006 |               |
| 2009 |               |
| 2010 |               |
| 2011 |               |
| 2012 | opgave        |
| 2013 | opgave        |

Allard · Bogaert · Bracke · Cozza · Das · Herpol · Lembrechts · Murk · Peeters · Penne · Riemslagh · Roziers · van der Putten · Van Kuik · G. Vanderaerden · M. Vanderaerden
Amorison · Barbé · Bellemakers · Bertrand · Boucher · De Waele · Delfosse · Drouilly · Flahaut · Gourgue · Meirhaeghe · Neirynck · Nys · R. Peeters · K. Peeters · Ricci Poggi · Scheirlinckx · Verheyen · De Scheemaeker (stagiair) · Planckaert (stagiair) · Van den Haute (stagiair)
Amorison · Barbé · Bellemakers · Bertrand · Boucher · Caethoven · Commeyne · De Waele · Dekkers · Delfosse · Dockx · Drouilly · Gourgue · Neirynck · Nys · K. Peeters · Planckaert · Ricci Poggi · Scheirlinckx · Van den Haute · Verheyen · Barteau (stagiair) · De Scheemaeker (stagiair)
Amorison · Baestaens · Barbé · Bellemakers · Breyne · Cammaerts · Commeyne · De Waele · Dekkers · Delfosse · Dockx · Gourgue · Helminen · Honig · Juodvalkis · Kruopis · Nys · K. Peeters · Planckaert · Scheirlinckx · Stallaert · Traksel · Vanthourenhout · Verheyen
Amorison · Baestaens · Barbé · Bellemakers · Breyne · Bueken · Claeys · Cohnen · Commeyne · Delfosse · Devillers · De Waele · Helminen · Honig · Hovelijnck · Juodvalkis · Nys · K. Peeters · Planckaert · Stallaert · Traksel · Vanthourenhout · Backaert (stagiair) · Van Driessche (stagiair)
Amorison · Baestaens · Barbé · Breyne · Bueken · Claeys · Delfosse · Devillers · Honig · Hovelijnck · Juodvalkis · Nys · K. Peeters · Planckaert · Prémont · Stallaert · Steels · Sys · Vanherck · Vanthourenhout · Vantomme · Claes (stagiair) · David (stagiair) · Verwaest (stagiair)
Je.Adams · Jo.Adams · Cools · Cordeel · Denuwelaere · Geysen · Hulsmans · Lennertz · K.Peeters · R.Peeters · Ruijgh · van Aert · Van Laer · Van Staeyen · Vandousselaere · Vermote · Wynants